# Вендзилович Іван Лукич
Вендзило́вич Іва́н Луки́ч (1807, Крампна — 21 листопада 1885, Тарнава Верхня) — український (галицький) художник-самоук, різьбяр, священик.

## Біографія
Був художником-самоуком. Створював релігійні композиції, наприклад вівтар св. Анни для костелу в Дрогобичі (у вівтарній частині храму збереглася ікона, написана італійським художником Томазо Долабелла. Над оздобленням інтер'єру свого часу працював також український художник і різьбяр Вендзилович Іван Лукич). Писав також твори світського характеру. Вендзиловичу належать кілька портретів польських королів і польських повстанців (автор портретів Онуфрія Криницького, 1837, Венедикта Левицького та ін.), картин на батальні теми, ілюстрацій до книжки «Патріотичні пісні часів польської революції» (вид. 1834), оформлення Служебника (вид. 1852) та ряд картин батального характеру, які він виконав на замовлення бібліотеки Осолінських у Львові. Навчався у Львівській духовній семінарії. 1834 року заарештований за участь у нелегальному польському товаристві. Звільнений через відсутність доказів. 1854 року висвячений на священника. Був парохом у Тарнаві Верхній (нині Польща).
Отець Іван Вендзилович був на парохії в Уличному в 1861—1863 рр.; був асистентом пароха у Грушеві коло Дрогобича (1854—1859), душпастирював у Модричах коло Дрогобича (1859—1860), асистентував у Вольчі Горішній коло Турки, був парохом у Баричі коло Перемишля (1863—1864), Вацевичах коло Дрогобича (1864—1866), Борині коло Турки (1866—1871), Тарнаві Верхній коло Ліська (1871—1872) і (1872—1885). Помер у Тарнаві 1885 року.

## Творча спадщина
Львівський майстер Іван Вендзилович відомий як автор малюнків на історичні теми та ілюстрацій до нелегально виданої книжки «Патріотичні пісні часів польської революції» (1834). Внеском у мистецтво гравюри були альбоми літографій «Збірка найгарніших і найцікавіших околиць Галичини» (1823), «Збірка видів зразкових парків у Польщі» (1825—1827), «Галичина в картинах» (1837—1838), виданих у Львові за малюнками Антона Ланге та Кароля Ауера. Іван Вендзилович був також автором титульної сторінки до згаданого Літургікону та гравюр св. Йоана Златоустого, св. Василія Великого і Григорія Двоєслова, скопійованих ним із гравюр Івана Филиповича з львівського Літургікону 1759 р. Перемишльський Служебник насправді вийшов друком у 1840 році і був передруком із почаївського видання 1791 року.
Творча спадщина о. Вендзиловича досліджена лише частково, розпорошена і великою мірою втрачена. Залишилося кілька відбитків портрета Богдана Хмельницького, які, правдоподібно, для «Зорі» мав копіювати І. Вендзилович з видання Д. Бантиш-Каменського, два гарні портрети вчених-теологів, що мають авторські позначки. Одним з перших істориків мистецтва, хто належно оцінив о. Івана Вендзиловича, був доктор Микола Голубець. Він вирізняв його як непоганого рисувальника і талановитого портретиста і зарахував «шкільного товариша Маркіяна Шашкевича до піонерів західноукраїнської образотворчості».
1837 року вихованець семінарії Іван Вендзилович намалював портрет віце-ректора Венедикта Левицького, молодого і вродливого. Майже через двадцять років була випущена грамота з портретом В. Левицького, що вражає своєю відвертістю: стомлений вираз обличчя, похилені плечі, руки опущені на рамена крісла. Відповідальність за поведінку кількох сотень юнаків-семінаристів була не легкою. Вони мали студіювати біблію, моральну теологію та церковну історію, а читали французькі та німецькі романи, писали вірші, вступали до таємних організацій, отож легко могли схибити і «покрити неславою наш клір».
Вендзилович, як і Маркіян Шашкевич, був змушений покинути стіни духовної семінарії. Ним заопікувався єпископ Іван Снігурський, забравши юнака до Перемишля. Потай студіюючи теологію, Вендзилович не покидав заняття мистецтвом: відновляв розписи в Єпископській палаті, ілюстрував книжки займався декоративною різьбою. 1859 року його, нарешті, висвячено; дістав місце пароха у Вовчу. Та пристрасть до мистецтва «примусила його кинути духовний хліб і покуштувати хліб з кисті». Якийсь час працював маляром по галицьких церквах та костьолах. Відомо, що оформляв вівтар Св. Анни в дрогобицькій фарі. Заробітки були невдячні. Діставши скромну парохію у Турчанських горах, доживав свого віку в глушині. Так подає факти Микола Голубець і називає отця Івана Вендзиловича «сильно окресленою трагічною індивідуальністю».
Віршований твір о. А. Лужецького в память напечатаня первой книги церковной Леітургікон (Служебник званої) 1841 р. в типографії Єпископскій в Перемишлі, мав характер оказіональний і був спеціяльно ілюстрований перемиським художником Іваном Вендзиловичем. Рукопис зберігається у відділі рукописів Львівської наукової бібліотеки ім. В. Стефаника НАН України. Фонд 167, оп. ІІ Лвц, п. 62, арк. 7.
Отець Іван Вендзилович згаданий романі «Вода з каменю» присвячений Маркіяну Шашкевичу (1811—1843) — українському поетові та громадянському діячеві, засновникові нової української літератури у Західній Україні. Автор розповідає, як Шашкевич захищав право на існування української мови, боровся проти введення польського алфавіту в Галичині, робив все, щоб, зберегти рідну мову та культуру. Його справу продовжив Іван Вагилевич — герой роману «Саксаул в пісках».